# Collendina mamoura
Collendina mamoura är en insektsart som beskrevs av Otte, D. och R.D. Alexander 1983. Collendina mamoura ingår i släktet Collendina och familjen Mogoplistidae. Inga underarter finns listade i Catalogue of Life.